# Leonid Vladimirovič Nikolaev
Leonid Vladimirovič Nikolaev (in russo Леони́д Влади́мирович Никола́ев?; Kiev, 13 agosto 1878 – Tashkent, 11 ottobre 1942) è stato un pianista, compositore e docente sovietico.

## Biografia
Nikolaev nacque a Kiev nel 1878. Studiò al Conservatorio di Mosca con Sergej Taneev and Michail Ippolitov-Ivanov. Per molti anni Nikolaev fu professore di pianoforte al Conservatorio di Leningrado e fu per un breve periodo senza successo direttore dell'istituzione. Tra i suoi studenti al Conservatorio figuravano Vladimir Sofronickij, Marija Judina, Dmitrij Šostakovič, Vera Razumovskaya, Natan Perelman, Wiktor Labunski e Alexander Zakin.
Diventò amico intimo di Šostakovič — Šostakovič "lo ammirava come un musicista di prima classe e uomo di grande saggezza e capacità di apprendimento" e disse anche di lui: "Ha formato non solo pianisti, ma in primo luogo ha pensato ai musicisti. Non creò una scuola nel senso specifico di un'unica direzione professionale ristretta. Modellò e alimentò un'ampia tendenza estetica nell'ambito dell'arte pianistica". La Sonata per pianoforte n. 2 di Šostakovič del 1943 era dedicata al suo ex insegnante.
Nikolaev fu evacuato a Tashkent insieme ad altri musicisti, dopo che la Germania invase la Russia nel 1941 e vi morì nel 1942.
La sua produzione compositiva comprende opere sinfoniche, corali, quartetti d'archi e opere soliste per violino, violoncello e pianoforte.